# Estrecho de Cebú
El estrecho de Cebú a veces llamado estrecho de Bohol, es un estrecho del país asiático de las Filipinas, que separa las provincias e islas de Cebú y Bohol. El estrecho de Cebú conecta la parte occidental del mar de Bohol con el mar de Camotes, y es una de las principales vías marítimas de conexión de la ciudad de Cebú en su extremo norte con las ciudades portuarias en el sur como Dumaguete y Cagayán de Oro.
La ciudad de Cebú, en el extremo norte del estrecho contiene el Aeropuerto Internacional de Mactan, uno de los aeropuertos más importantes del país.